# Актоганський сільський округ (Шиєлійський район)
Актога́нський сільський округ (каз. Ақтоған ауылдық округі, рос. Актоганский сельский округ) — адміністративна одиниця у складі Шиєлійського району Кизилординської області Казахстану. Адміністративний центр та єдиний населений пункт — село Досбол-бі.
Населення — 1101 особа (2021; 1094 у 2009, 1051 у 1999, 857 у 1989).
Станом на 1989 рік існувала Телікольська сільська рада (села Актуган, Теліколь). Пізніше село Актоган (нині Досбол-бі) утворило окремий Актоганський сільський округ.